# 分支 (計算機科學)
在計算機科學中，分支（英語：Branch）是在電腦程式中的一段序列程式碼。它會視情況而執行，主要是看控制流程在這個情況下，是否決定執行它。在高階語言與組合語言，乃至於機器碼寫成的程式中，都可以看到分支的存在。在高階語言中，通常會使用條件語句的形式，把分支包起來，並決定在何種狀況下，應該要執行哪一個分支指令。在組合語言與機器碼層級中，則使用跳躍指令（jump instructions），以標記定義出相對應的分支碼。